# OsCEST
OsCEST est la séquence de gène CEST du riz introduite chez Arabidopsis thaliana ecotype Col-0. 
La protéine homologue retrouvé chez Arabidopsis est AtCEST.
CEST est la protéine chloroplastique induisant une tolérance au stress (Chloroplast protein Enhancing Stress Tolerance).
Une équipe de chercheurs japonais a publié en 2010 une étude démontrant les effets d'expression du gène CEST dans la tolérance à différents stress. 
La protéine CEST est notamment retrouvé au niveau des chloroplastes.
Les expériences ont montré une expression du gène CEST au niveau des protoplastes. 
Leur localisation a été faite grâce à une construction de protéine fusion fluorescente CEST–GFP.
Les chercheurs ont réussi à montrer les propriétés des protéines CEST en comparant des espèces transgéniques surexprimant CEST et des espèces d' Arabidopsis exprimant naturellement CEST.

## Propriétés
Les propriétés des protéines CEST sont les suivantes :
- une augmentation de la tolérance au stress salin

(survie des plantes surexprimant la protéine CESt significativement augmenté pour des concentrations en NaCl supérieure à 160mM)
- une augmentation de la tolérance au stress thermique

(survie jusqu'à 10 fois supérieur chez des plantes surexprimants CEST par rapport à des plantes n'ayant pas de surexpression)
- une augmentation de la tolérance au stress hydrique
- une augmentation de la tolérance au dommages oxydatifs
- module l'activité photo-synthétique

(les paramètres photo-oxidatifs testés ont été l'activité du photosystème II, l'énergie dans le photosystème II et le transfert d'énergie entre le photosystème I et II )
- protège la peroxidation des lipides

(dosage par la concentration en malondialdehyde)

De plus la surpexpression de cette protéine induit un résistance au Paraquat. Le paraquat est un herbicide. Son auto-oxydation génère des superoxides. Ainsi, l'accumulation des superoxydes est toxique à la plante.
L'expression du gène CEST est retrouvé au niveau des chlorophylles, en effet la présence des protéines associés est nécessaire à la survie des chlorophylle.
| OsCEST            | AtCEST            |
| ----------------- | ----------------- |
| 292 acides aminés | 280 acides aminés |
| 31.7 kDa          | 31.8 kDa          |

## Liens Internes
- (en) Kenji Oda, « A novel chloroplast protein, CEST induces tolerance to multiple environmental stresses and reduces photooxidative damage in transgenic Arabidopsis », Journal of experimental botany, vol. 62, no 2,‎ 1er janvier 2011, p. 557–569 (ISSN 1460-2431, PMID 20876334, DOI 10.1093/jxb/erq290, lire en ligne, consulté le 30 mars 2024)